# Czemierniki
Czemierniki is een dorp in het Poolse woiwodschap Lublin, in het district Radzyński. De plaats maakt deel uit van de gemeente Czemierniki en telt 1700 inwoners.